# 熊谷村
熊谷村（くまたにそん / くまたにむら）は、岡山県阿哲郡にあった村。現在の新見市上熊谷・下熊谷にあたる。

## 地理
高梁川の中流左岸、同支流・熊谷川の流域に位置していた。

## 歴史
- 1889年（明治22年）6月1日、町村制の施行により、阿賀郡上熊谷村、下熊谷村が合併して村制施行し、熊谷村が発足[1][2]。旧村名を継承した上熊谷、下熊谷の2大字を編成[2]。
- 1900年（明治33年）4月1日、郡の統合により阿哲郡に所属[1][2]。
- 1954年（昭和29年）6月1日、阿哲郡新見町、美穀村、石蟹郷村、草間村、豊永村、菅生村、上市町と合併し、市制施行し新見市を新設して廃止された[1][2]。合併後、新見市熊谷町上熊谷・熊谷町下熊谷となる[2]。

### 地名の由来
佐々木盛綱の藤戸の戦いに参加した武士・熊谷四郎（熊谷家真）が戦功により当地の地頭に補任されたことによる。

## 産業
- 農業、林業[2]
- 産物：米、麦、牛、木炭、木材、コンニャク[2]

## 交通

### 鉄道
- 1929年（昭和4年）国有鉄道作備西線（現姫新線）新見 - 岩山間が開通し岩山駅開設[2]。

## 教育
- 1947年（昭和22年）熊谷中学校開校[2]